# Jezero, Trebnje
Jezero je naselje v občini Trebnje v spodnjem delu Temeniške doline vzhodno od Trebnjega. Naravno kadunjo, kjer stoji vas obdajajo na jugu hrib Sveta Ana - Gradišče, na vzhodu hrib Cer in vas Dolenja Dobrava, na severu vinske gorice in vas Lukovek, na zahodu pa gozd in vas Češnjevek.
Vas se glede na strnjenost stavb loči na 3 dele. Stari prvotni del vasi, imenovan tudi spodnji del ali »pod cesto«, leži med staro magistralno cesto (Avtocesta bratstva in enotnosti) in sedanjo avtocesto Ljubljana – Novo mesto in danes šteje 28 domačij. Drugi, zgornji del, stoji severno nad magistralno cesto in šteje 15 domačij, tretji del pa stoji na drugi strani hriba Sveta Ana in šteje 9 zidanic. Pod območje vasi spada tudi gospodarski objekt, ki stoji na severozahodnem delu vinske gorice Laze. 
S 435. metri nadmorske višine je najvišja točka območja vasi njegov najbolj vzhodni del v vinski gorici Laze, najnižja točka pa je prosto dostopen spodmol Mala Risavnica z 247. metri.

## Ledinska imena in oblike imena kraja
Ajdnce, Grič, Kote, Krašce, Krvice, Loka, Meški pot, Ograj, Pencleuc, Pod svetim Petrom, Podvrt, Požganje, Smedovc, Snekoše, Stopnk, Za brodom. Poimenovanje naselja se pojavlja tudi v oblikah »v Jezero«, tudi »na Jezero« (tako tudi Valvasor »s. Petri zu Naiseru«, tj. sv. Peter v Na jezeru). Imena vasi, izpričana v listinah in knjigah so še naslednja: Gêse, Geser, Gesser, Gyeser, Obgeser, Jeser, Jesser, Yeser, Jesero, See.

### Legenda o imenu in nastanku vasi
Legenda pripoveduje, da je na gradu Lojšč živel graščak z imenom Luka. Zaobljubil se je, da bo dal zgraditi cerkvico, če bo odteklo jezero, ki je obdajalo njegov grad in povzročalo več težav. Jezero je res izginilo, cerkvica, ki je posvečena sv. Petru resnično stoji, gradu iz legende pa že zdavnaj ni več. Kjer je ležalo jezero, danes stoji po njem imenovana vas. Po graščaku Luku še vedno nosi ime vas Lukovek, po gradu Lojšč pa se imenuje gozdič, kjer je grad nekoč stal.

## Zgodovina
Vas se kot "villam Gese" prvič omenja 26. maja 1250 v listini, napisani in pečateni na gradu Planina pri Sevnici, s katero Henrik Svibenski podarja cistercijanski opatiji v Kostanjevici pet neobdelanih kmetij na Rajcu, delu posesti gradu Štatenberk pri Trebelnem, za poravnavo svojih zločinov in požigov, ki jih je zagrešil nad opatijo. Ta posest je bila v lasti Henrikove žene Gerbirge, zato je njej v nadomestilo podaril vas Jezero. Od koga je prišla vas v last Svibenskih je nemogoče ugotoviti. 9. oktobra leta 1358 je bilo 10 kmetij (cela vas?) prodanih Celjskim grofom. Leta 1423 so te postale last Habsburžanov oz. deželnih knezov, vendar pa so jih imeli Celjani v fevdu vse do svojega izumrtja leta 1456. Sčasoma se je lastništvo kmetij razdrobilo med več gospoščin (Svibno, Trebnje, Lanšprež, Bogenšperk), te pa so pogosto menjale lastnike in fevdnike. Z zemljiško odvezo 7. septembra 1848 so kmetje, ki so bili do tedaj zgolj najemniki kmetij, postali njihovi pravi lastniki. 
Predel današnjega Jezera, t.i. zgornji del, je do začetka 16. stoletja nosil ime Lukovški potok. Zaselek je imel vsaj dve kmetiji (to je najmanjše izpričano število v listinah), nahajal pa se je ali ob gradu ali pa ob potoku, kjer danes stojijo hiše Jezero 2, 3 in 3a. Obstoj omenjenega stolpastega gradu izpričujejo večkratne omembe v listinah. Stal je nizkem griču (Lojšč), z dveh strani zavarovan s strmim pobočjem. Sledovi zidov nakazujejo, da so poleg stala tudi gospodarska poslopja. Grad in zaselek je bil sprva verjetno v lasti vitezov Lanšpreških, po njihovem izumrtju, malo pred letom 1335, pa so je v last pridobili vitezi Svibenjski. 4. januarja 1367 sta bila v sklopu lanšpreškega gospostva prodana Celjskim grofom, za njimi pa je prešla v last Habsburžanov. Grad je bil najverjetneje porušen v času turških vpadov, material pa porabljen za gradnjo hiš.

## Cerkev sv. Petra
Severno od starega jedra vasi Jezero stoji na rahli vzpetini pod gozdom Lojšč cerkvica svetega apostola Petra. Ta se prvič omenja v zapisniku o podeljevanju kleriških redov, 23. septembra 1391, kot podružnična cerkev svetega Petra v Lukovškem potoku župnije svete Marije v Trebnjem (sancte Marie in Treffen ad titulum sue filialis ecclesie sancti Petri in Laypacho). Popis cerkvenih dragocenosti na Kranjskem iz leta 1526 jo imenuje cerkev sv. Petra ob cesti (an der strassen). Bržkone gre tukaj za omembo prastare rimske ceste med Emono in Siscio, ki izvira iz morebitne dileme zapisnikarja, ki ni mogel povsem natančno umestiti sicer na samem stoječe cerkve. Kot davek cerkvenih ustanov za obrambo Kranjske pred Turki, je cerkev oddala kelih, ki je imel srebrno čašo ter pateno, v skupni teži 18 lotov (315 g). Ob cerkvi je bil prislonjen rimski miljnik, ki je bil ukraden v devetdesetih letih. Cerkev omenja tudi Janez Vajkard Valvasor v Slavi vojvodine Kranjske iz leta 1689 (die Kirche s. Petri zu Naiseru). 
Cerkev je pravilno orientirana (vzdolžna os vzhod-zahod) in je srednjeveškega nastanka. Zidana je bila v romanskem slogu, kar dokazujejo med zadnjo obnovo odkriti ostanki dveh okenc značilne oblike. Ladja je še prvotna in se je pred prezidavo na vzhodni strani zaključila s polkrožno apsido, ki je bila precej ožja od sedanjega prezbiterija. Apsida je bila ob prezidavi v začetku 17. stoletja podrta, na njenem mestu pa je bil sezidan večji, tristrano zaključen prezbiterij, na nasprotni strani pa 22 metrov visok zvonik. Tedaj so prvoten, lesen, raven strop odstranili in ladjo obokali z lesom ter ga ometali, razširili odprtino v slavoločni steni, naredili pevski kor, iz njega pa prebili vrata v zvonik. V južni steni ladje so povečali stari romanski okenci in izsekali stranska vrata, v severni steni pa novo okno. Pred tem cerkev najverjetneje sploh ni imela zvonika niti zvonov, saj na ohranjenem zatrepu pročelja ni vidnih nobenih sledov morebitne lesene ali celo zidane konstrukcije. Danes v zvoniku visita dva zvonova. Prvi je iz leta 1795 in je delo Janeza Jakoba Samasse, livarja iz Ljubljane. Drugi, večji zvon, pa je iz leta 1926 in ga je, kot piše na njem, po naročilu soseske Jezero ulila livarna v Šentvidu nad Ljubljano.
Južno ladijsko steno cerkve je nekoč krasila tudi freska svetega Krištofa, na njej pa je bil viden vpraskan napis HIC FUIT JACOBUS FELDT 1555 ANDREAS WUTALIZ. Celotna zunanjščina je bila okoli leta 1920 prebeljena na zeleno, zato so jo imenovali »ta zelena cerkev«. Leta 1925 je zidar Valentini izdelal betonski tlak. Ta je zamenjal starega opečnatega, ki je bil najverjetneje položen leta 1723, kot je izpričevala opeka s to letnico. Leta 1993 so obnovili streho zvonika in jo prekrili z bakrom. Tedaj so vanj namestili tudi zvonomat. Notranjost cerkvice so prebelili, obnovili križev pot in namestili nov pevski kor. V letu 2005 so prekrili streho, notranjost pa je bila bogatejša za hrastov ambon in tri sedeže za duhovnika in ministranta. Tri leta kasneje so začeli z obnovo fasade, toda brez ustreznega konservatorskega nadzora Zavoda za varstvo kulturne dediščine. Tedaj je bilo odkritih nekaj fragmentov freske svetega Krištofa, ki so jih delavci odstranili s preostalim ometom vred. Ob posredovanju in nadzoru Zavoda je bilo nadaljnje delo vodeno po predpisih in tako odkritih ter dokumentiranih več kamnov iz grobišča, v jugovzhodnem vogalu cerkvene ladje pa nagrobnik z v celoti ohranjenim napisom. Ob zadnji obnovi so bili izdelani tudi novi masivni hrastovi vrati. Vrata pod zvonikom so opremljena s podobama sv. Petra, ki od Jezusa prejema nebeške ključe in petelinom, poleg katerega je napisan znan Jezusov izrek Petru, da ga bo, preden bo petelin dvakrat zapel, trikrat zatajil (Mr 14,30). Na stranskih vratih pa sta podobi, kako Peter pada v jezero, ter podoba, ko Jezus rešuje utapljajočega Petra (Mt 14,22-33).

### Oltar
Iz istega časa, ko je bil položen opečnati tlak, je najverjetneje tudi sedanji baročni oltar, ki stoji na kamniti menzi, ki je bila ob namestitvi oltarja povečana, prvotno je bila krajša. Samo upamo si domnevati, da je na njej najbrž stal majhen, še v gotski maniri oblikovan, lesen oltarček. Mojster rezbar je izdelal prevelik oltar, zato so morali, da so ga lahko postavili, na stropu odkrušiti del ometa. Oltar je dvonadstropen. V spodnjem delu stoji v osrednji niši sveti Peter, na njegovi desni sveti Pavel in na njegovi levi sveti Andrej. Kipe ločujejo na vsaki strani po trije stebri, po dva oblikovana rahlo izbočeno in eden spiralast, vsak s preprostim kapitelom v korintskem slogu. Nad vsakim kapitelom so prvotno bile pritrjene še glavice angelcev, ki pa so jih ukradli, ostala je le ena. V zgornjem delu oltarja je v osrednji niši kip svetega Mihaela, na vsaki strani pa še po eden angel. Vse te tri kipe so tudi ukradli, ob zadnjem restavriranju pa so naredili nove. Oltar je na vsaki strani zaključen z listno ornamentiko. Oltar je bil prvič prenovljen leta 1840. Mojster, ki ga je obnavljal, je pustil letnico zapisano na knjigi, ki jo drži v rokah sv. Andrej. Drugič je bil oltar obnovljen leta 1942, kot je zapisano na zadnji strani oltarja. Nazadnje   ga je leta 2012 restavriralo Restavratorstvo Legan iz Žužemberka in mu povrnilo prvoten sijaj. Obnovljen oltar je 8. julija 2012 blagoslovil novomeški škof msgr. Andrej Glavan. V stranskih nišah slavoloka stojijo trije kipi. V desni stoji lesen baročen kip svetega apostola Jakoba starejšega, v levi vdolbini, kjer je nekoč stal kip svetega apostola Matija in je bil ukraden, pa sedaj stojita manjša mavčna kipa Lurške Marije ter Srca Jezusovega. V oltarni menzi je tudi relikviarij z neznanimi relikvijami, od pečata iz rdečega voska pa je ostalo zgolj nekaj drobcev. Ob prenovi oltarja je bilo v špranjah menze odkrito majhno okroglo stekelce, zelo verjetno ostanek stare okenske zasteklitve.

## Rimsko grobišče
Na zemljišču, kjer danes stoji cerkev, je bilo rimsko grobišče. Kasneje so nagrobnike in bloke iz temelja grobišča uporabili za zidavo cerkve. Na zunanjem zidu so vidni trije nagrobniki, četrti, odkrit ob zadnji obnovi cerkve, pa je v celoti težje viden, saj ga delno zakriva zid prezbiterija. Nagrobnik, ki je vzidan v temelju zvonika, ima vidno zgolj slikovno stranico. Na njem je upodobljena dvoročajna posoda iz katere raste vinska trata, na njej pa sedi ptica. Ostali trije nagrobniki so napisni, dva preprosta, eden pa ima okrasno obrobo. Vse štiri nagrobnike so ob obnovi tudi zaščitili s steklom. Iz temelja grobišča so potegnili ven tudi več kamnov. Dva sta služila kot stopnici pri stranskih vratih ladje, dva pa za prag pred zvonikom. Dva štirioglata nagrobnika sta nekoč samostojno stala tudi pred zvonikom. Na večjem so lahko sedele štiri osebe, manjši pa je bil dovolj velik, da je na njem stal jerbas, v katerem so bile češnje, ki jih je že davno nekoč ob žegnanju prodajala neka ženska iz vasi Rihpovec. Oba kamna so že pred leti odpeljali neznano kam. Kamni v rimskem temelju imajo vrezane tudi vdolbine za železne spone, ki so kamne držale v pravilnem položaju. Spone so na mestu držale svinčene zalivke. Ena je ohranjena še v celoti, druga pa le delno.

## Kapelica
Kapelico v središču vasi je kmalu po prvi svetovni vojni postavil Vrščajev oče, Alojzij Žnidaršič, v zahvalo za srečno vrnitev iz vojnega ujetništva v Rusiji. Namen je bil ovekovečen z napisom na sprednjem zatrepu: Zahvala Mariji za srečno vrnitev iz Rusije. Sčasoma je bil prekrit z beleži in ometi. Gre za arhitekturno tipično oblikovano kapelico, ki je zgrajena iz opeke, s štirimi betonskimi stebri in dvokapno pločevinasto streho. Vhod in stranski odprtini so zavarovani s kovanimi vrati in mrežama. Niša je zastekljena, v njej pa stoji kip Marije Brezmadežne. Kapelico so leta 1993 obnovili in vanjo postavili spominsko ploščo z imeni med drugo svetovno vojno ubitih vaščanov. Nazadnje je bila obnovljena leta 2016. 

## Luža
Nekoč sta sredi vasi stala kala oz. luži, kjer se je napajala živina. En kal je bil zasut neznano kdaj, najverjetneje zaradi širitve ceste, saj sta stala vsak na svoji strani ceste, drugega pa so okoli leta 1980 zasuli vaški fantje. Pred tem je pozimi služil tudi kot drsališče.

## Korito s perilniki
Že neznano kdaj so malo pred ponorom Lukovški potok zajezili in napravili korito za napajanje živine ter perilnike za pranje. Zdajšnji perilniki so bili postavljeni leta 1845 in so izdelani iz sivega apnenca iz kamnoloma v Dolenji Nemški vasi. Tedaj so bili postavljeni 4 perilniki in dve plošči na katerih so ženske stale, pred pol stoletja pa jim je bil dodan še prag, ki so ga dobili pri sosednji domačiji.

Korito je bilo prvotno leseno, leta 1965 pa je bilo narejeno betonsko s kovinskimi obroči za privez živine, ko se je napajala.
- Korito s perilniki na Lukovškem potoku
- 1845, leto izdelave perilnikov

## Kraški svet
Vas leži na kraškem svetu. Okoliški gozdovi so posejani z kraškimi pojavi. Tako najdemo lepo število jam, brezno, suho strugo reke Temenice, vrtače, kraški gozd, ponikalnice.

### Suha struga reke Temenice
Največ jam je ob stari suhi strugi Temenice. Nekoč je Temenica po površini tekla dlje, daljša je bila za 2,2 km, danes pa je skupaj dolga 27,6 km. Suha struga se začne pri Rupi 2 in 1/3 njene dolžine teče skozi travnike, 2/3 pa je gre po gozdu. Ob suhi strugi si sledi več ponorov, kjer ob večjem deževju Temenica tudi ponikne, saj le redko priteče do zadnjega požiralnika. Ob strugi se nahaja več vrtač in jam, konča pa se v 14 m globokem breznu Risavnica. 
- Suha struga
- Suha struga ob poplavah 19. septembra 2010

### Jame
Brezno pri tunelu Sv. Ana je dolgo 20 m in globoko 17 m. 
Jama 1 pri Risanici je poševna jama z breznom in več etažami. Dolga je 44 m in globoka 11 m. Je eden od požiralnikov reke Temenice ob njeni suhi strugi. 
Jama pod Gradiščem je 40 m dolgo brezno, ki sega 17 m v globino. 
Kozja jama je danes zasuta s smetmi, nekoč pa je bila ena lepših jam, saj je bila bogata s kapniškimi tvorbami.
Luknja v Cerkvenem talu je bila 46 m dolgo in 14 m globoko stopnjasto, poševno brezno. Ob gradnji avtoceste leta 2009 so jo uničili.
Mala Risanica je spodmol, dolg 5 m in globok 1 m. 
Požganjska jama je poševna jama z breznom in več etažami, dolžine 53 m in globine 15 m. Je eden od požiralnikov reke Temenice ob njeni suhi strugi.
Požiralnik Temenice na Požganju je 12 m dolgo in 7 m globoko stopnjasto brezno.
Brezno Risanica, imenovano tudi Risavnica je globoko 14 metrov in je zadnji požiralnik reke Temenice. Ob povečanem deževju se vidi, kako po njegovih tleh teče podtalnica. Jamski sistem Risavnice je zelo razvejan in se povezuje z več drugimi jamami, ter tako seže vse do trebelske planote. Brezno je dobilo ime po risih, ki so se nekoč v njem radi zadrževali. Do nedavnega je v brezno vodila tudi lesena lestev. Nekoč so v Risavnico vaščani Lukovka hodili po led, s katerim so hladili pijačo, ki so jo stregli ob svojem domačem žegnanju, na Jurjevo, 24. aprila. Še danes lahko v breznu celo poleti vidimo ledene sveče.
Velban kevder, imenovan tudi Mačkova jama, je 113 m dolga in 17 m globoka jama. Njen vhod je širok in visok le pol metra, nato pa se nadaljuje po ozkem in nizkem rovu do nivoja podtalnice, kjer se zaključi z večjo dvorano.
Zamolčana jama v kamnolomu je bila odkrita 13. aprila 2008 ob širitvi kamnoloma. Bilo je 23 m dolgo in 10 m globoko brezno. Po zaključenih raziskavah in dokumentiranju je bila uničena. 
Zemljančev kevder, imenovan tudi Zemljančeva jama je 13 m dolga in 5 m globoka jama. Vhod vanjo je spodmol pod večjo skalo nato pa se nadaljuje v rov. Poimenovana je po hišnem priimku Zemljančevih, na katerih zemljišču se jama nahaja. 
Zgonuha, imenovana tudi Zvonuha, je bila jama sestavljena iz 6 m globokega brezna, ki se je nadaljevalo v dva rova, dolžine 38 m in skupne globine 17 m. Svoje ime je dobila po izjemni akustiki. Če si vanjo vrgel kamen je globoko donelo. Ob izgradnji avtoceste leta 2009 so jo zasuli.  
- Brezno pri tunelu Sv. Ana
- Jama 1 pri Risanici
- Jama pod Gradiščem
- Požganjska jama
- Risanica
- Naravni most nad breznom
- Velban kevder
- Zemljančev kevder
- Zgonuha

### Potoka in požiralnika
V osrčje naselja priteka Lukovški potok, ki ponika v Gabrovški jami, 10 m širokem in 6 m globokem požiralniku. Potok se pod zemljo združi z reko Temenico in pride na dan v Zijalu.
Jama oziroma požiralnik je dobil ime po hišnem priimku najbližje domačije, po Gabrovčevih. Nekoč so požiralnik rabili tudi za kopanje. Vanj so postavili večjo leseno kad, ali pa so zajezili vodo, preden je odtekla v majhno luknjo, ki se je nahajala ob kamniti steni. Lukovški potok je dobil ime po sosednji vasi Lukovek, saj teče mimo te vasi.
V 11. številki časopisa Dolenjec v letu 1906 je bil objavljen tudi naslednji članek.
"Požiralnik Jezero na Dolenjskem.
Kakor smo že v 5. številki „ Dolenjca" omenili, nahaja se v okolici Trebnja zanimiv požiralnik Jezero. O njem se nam poroča: Na zanimivi ravani med Trebnjem-Mokronog in Št. Rupertom nahaja se liki v rajskem kotliču obdanim z majhnimi griči iz 14 posestnikov obstoječa krajina Jezero in blizo okrog 7—8 metrov globoka požiralniku slična usodna votlina, katere zgorajšnji premer znaša približno 12—14 metov. Ta votlina požira v se precej velik potok, v katerega se zliva mnogo manjših studencev. Vsa okolica ima po svoji sestavi značaj kraških tal. Tod se nahaja na razne strani raztresenih 6 večjih selišč, katerih lastniki so vsi dobro stoječi posestniki. Ves ta svet leži proti Jezeru nagnjen. Precej močna studenčnina nikdar ne presahne. Ker so vsi mlini te okolice zelo oddaljeni od posameznih selišč, priporočati bi bilo, da se najde kak podjeten domačin, ter pusti zgraditi pri preje omenjenem požiralniku novo urejen večji mlin.
Padec vode pri požiralniku je jako močen in strm, torej bi se pri količkaj dobri turbini, ali magari navadnem mlinskem kolesu, lahko napravila gonilna moč za 4—5 mlinskih kamenov. Ker obstaja v globini tega požiralnika velika kotlina, se voda vedno odteče v votlino, in se tudi pri povodnji ali vsled ledu po zimi nikdar ne zamaši.
Komaj pol ure od tod je postajica (Haltestelle) Ponikve. Ugodno torej tudi za obiskovalce in prijatelje prirodnih zanimivosti. Posestnik te parcele Anton Kumer hiš. št. 10 v Jezero bi bil pripravljen ta prostor pod jako ugodnimi pogoji prodati. Škoda seveda, da mož te ugodne prilike ne umeje sam izrabiti.
Dolenjci! Kakor se od strani čuje, špekulira na ta zanimivi prirodni čar naše rodne zemlje bržkone neka tuja družba, če tudi ta govorica ne bi bila še osnovana, vendar naša dolžnost nas že danes kliče, da sploh ne prepustimo, da se kdaj uresniči.
Naši denarni zavodi leže mrtvi za dolenjsko narodno gospodarstvo, izkazujejo pač v svojih poročilih in bilancah lepe svote kot skupiček naših žuljev, torej če bi ne bilo na celi dolenjski drugega zasebnega podjetnika, ki bi se za to stvar zanimal, hajdi ve, dolenjske hranilnice in posojilnice, pokažite dejansko, da res živite, ne samo zase, marveč tudi za narod, kateri vas podpira. Tudi gospodje učenjaki najdejo tukaj obilo gradiva za prirodoznanstvo naše rodne zemlje, torej ne čepite v svojih brlogih in ne pustite kisati svojih talentov v brezdelni nebrigi za slovenski narod!
Tako poročilo! Izvedeli smo od druge strani, da je res ves ta kraj vreden, da se zanj zlasti mi Novomeščanje z vnemo zanimamo. Snuje se zabavno poučno potovanje skozi te kraje, in želeti je, da se tega izleta udeleže čim največje število. Podrobnosti v uredništvu."
Jugovzhodno od Jezera ponika Dobravski potok, ki ponikne sredi travnikov v več majhnih lukenj (porozna zemlja), ob večjih vodah pa v
urejen požiralnik, ki je širok 10m in globok 4m. Dobravski potok je dobil ime po vasi Dolenja Dobrava, ki se nahaja ob potoku.
V knjigi Dolenjska zemlja in ljudje sta bili našima potokoma posvečeni skoraj dve strani v celoti, poleg besedila pa je bil natisnjen tudi preprost pregleden zemljevid.
"Naslednja ponikalnica (reke Temenice, op.p.) je precej izdaten stalen Lukovski potok. Starejši domačini vedo povedati, da se je povrhnji tok navadno končal sredi vasi Jezero v komaj kak meter globoki rupi in da je od tod še tekla njegova voda, kadar je narasla, več sto metrov naprej proti Risanici, izgubljajoč se prej ali pozneje v neopazne rupe. Kasneje pa naj bi se ta požiralnik v Jezeru, ki ga nazivajo po ondotnem posestniku Gabrovska jama, tako povečal in poglobil, da je sedaj že dobrih 10 m širok in 6 m globok ter požira tudi ob največjem navalu potoka vso njegovo vodo. Res je videti sveže sledove ugrezanja tal ob krajeh te obsežne odprtine; vendar je trajal dosedanji proces poglabljanja požiralnika gotovo daljšo dobo, ker zasledimo v 11. številki časnika Dolenjca leta 1906 podroben opis navedene jame. Že takrat se je vanjo stekala ob vsakem času vsa voda in so zato razmišljali, da bi nad njo postavili večji mlin, ki bi izkoriščal globok padec v požiralnik.
Od leta 1958 ima Lukovski potok mnogo manj vode, ker so takrat zajeli graditelji avtomobilske ceste, ki teče tod mimo, enega izmed njegovih izvirov, Špelo, da so se oskrbovali s pitno vodo. Zdaj je tam vodovod za vasi Lukovek in Jezero.
Tretja ponikalnica je Dobravski potok, ki stopa pod vasjo Dolenja Dobrava iz ožje doline na široko odprta travniška tla. Ob neopaznih rupah jih zamočviri zdaj više, zdaj niže, do kamor pač seže njegov površinski tok.
Lukovski in Dobravski potok, ki ponikata komaj pol km vsaksebi, sta se gotovo nekdaj zlivala južno od Jezera v enoten tok, ki je nato dosegel povrhnjo Temenico. Kje se ji sedaj pridruži njuna voda v podzemlju, ne vemo. Kaže pa omeniti, da dobiva Temenica v bližnji Vrhpeči, kjer se pojavi drugič na površju, mnogo več vode, kot je ponika pri Ponikvah, in to ne le iz poglavitnega roja izvirov izpod prepadne stene Zijala, temveč tudi nekaj niže pod levim pobočjem doline." 

### Kraški gozd in apnenice
Jedro vasi obdajajo kulturne površine, te pa na vzhodu, jugu in zahodu mešani gozdovi s prevlado listavcev. Ves gozd je bogat s kamnom apnencem. Nekoč je bilo na Slovenskem zelo razširjeno apneničarstvo. Vsak lastnik je dal na nekaj let posekati del gozda in napraviti apnenico. Še danes je vidnih mnogo ostankov apnenic.

## Kmetijstvo
Vas je obdana z dobro plodno zemljo. Ob potokih so travniki, drugje pa se menjavajo njive in travniki. Nekoč so bile vse domačije tudi kmetije, danes pa se z govedorejo ukvarjajo le pri šestih hišah, od tega pri dveh hišah živijo samo od kmetijstva, pri ostalih pa so domači zaposleni tudi drugod. Pri treh domačijah se ukvarjajo tudi z domačo proizvodnjo gotovih izdelkov. Kmetija Žnidaršič ponuja domače pekovske izdelke (kruh, piškoti, pecivo), kmetija Zupančič ponuja domače rezance, kruh in vino, kmetija Marn pa mlečne izdelke (sir, skuta, jogurt). Večina domačij v vasi ima v okoliških vinskih goricah tudi svoje vinograde, kjer pridelujejo najrazličnejše sorte trt, najbolj značilen končni proizvod pa je vino cviček.

## Kamnolom
Območje hriba Sveta Ana je zelo bogato z apnencem. Kamen so začeli izkoriščati že ob gradnji železnice, ki polje proti Novemu mestu. Današnji kamnolom je nastal po 2. sv. vojni na ozemlju velikega gozda gradu Lanšprež. Gozd se je zato imenoval Lanšpreški boršt. V kamnolomu so morali ljudje iz bližnje in daljne okolice opravljati prisilno delo. Deloval je do slovenske osamosvojitve in nato nekaj let sameval. Okoli leta 2000 so ponovno začeli z obratovanjem. Sredi kamnoloma stoji nekdanja zgradba uprave, 500 m nižje pa opuščeno skladišče razstreliva, ki so ga rabili pri delu. Skladišče je zgrajeno iz močnega armiranega betona in obdano z bodečo žico.